# Черешневое (Херсонская область)
Черешневое (укр. Черешневе, до 2016 г. — Червоноармейское) — село в Высокопольской поселковой общине Бериславского района Херсонской области Украины.
Почтовый индекс — 74043. Телефонный код — 5535.

## Население
Население по переписи 2001 года составляло 103 человека.

### Языковой состав
Родной язык населения по данным переписи 2001 года:
| Язык       | Численность, чел. | Доля     |
| ---------- | ----------------- | -------- |
| Украинский | 101               | 98,06 %  |
| Другое     | 2                 | 1,94 %   |
| Итого      | 103               | 100,00 % |